# 小行星1493
小行星1493（1493 Sigrid）是一颗围绕太阳公转的小行星。1938年8月26日，歐仁·約瑟夫·德爾波特在于克勒发现了此天体。
該小行星以丹麥天文學家本特·斯特龍根的妻子西格里德·斯特龍根（Sigrid Strömgren）命名。
这颗小行星的绝对星等为1.176885667930806等。